# All England 1990
Die All England 1990 im Badminton fanden vom 14. bis zum 17. März 1990 in London statt. Sie waren die 80. Auflage dieser Veranstaltung. Am 12. und 13. März fand eine Qualifikation für das Hauptturnier im Watford Leisure Centre statt. Das Preisgeld betrug 125.000 US-Dollar.

## Austragungsort
- Wembley Arena

## Sieger und Platzierte
| Disziplin    | Gold                            | Silber                               | Bronze                               |
| ------------ | ------------------------------- | ------------------------------------ | ------------------------------------ |
| Herreneinzel | Zhao Jianhua                    | Joko Suprianto                       | Eddy Kurniawan                       |
| Herreneinzel | Zhao Jianhua                    | Joko Suprianto                       | Rashid Sidek                         |
| Dameneinzel  | Susi Susanti                    | Huang Hua                            | Lee Heung-soon                       |
| Dameneinzel  | Susi Susanti                    | Huang Hua                            | Zhou Lei                             |
| Herrendoppel | Kim Moon-soo Park Joo-bong      | Li Yongbo Tian Bingyi                | Jalani Sidek Rashid Sidek            |
| Herrendoppel | Kim Moon-soo Park Joo-bong      | Li Yongbo Tian Bingyi                | Eddy Hartono Rudy Gunawan            |
| Damendoppel  | Chung Myung-hee Hwang Hye-young | Gillian Clark Gillian Gowers         | Erma Sulistianingsih Rosiana Tendean |
| Damendoppel  | Chung Myung-hee Hwang Hye-young | Gillian Clark Gillian Gowers         | Maria Bengtsson Christine Magnusson  |
| Mixed        | Park Joo-bong Chung Myung-hee   | Jon Holst-Christensen Grete Mogensen | Thomas Lund Pernille Dupont          |
| Mixed        | Park Joo-bong Chung Myung-hee   | Jon Holst-Christensen Grete Mogensen | Michael Kjeldsen Dorte Kjær          |

## Finalresultate
| Disziplin    | Sieger                          | Finalist                             | Ergebnis         |
| ------------ | ------------------------------- | ------------------------------------ | ---------------- |
| Herreneinzel | Zhao Jianhua                    | Joko Suprianto                       | 15–4, 15–1       |
| Dameneinzel  | Susi Susanti                    | Huang Hua                            | 12–11, 11–1      |
| Herrendoppel | Kim Moon-soo Park Joo-bong      | Li Yongbo Tian Bingyi                | 17–14, 15–9      |
| Damendoppel  | Chung Myung-hee Hwang Hye-young | Gillian Clark Gillian Gowers         | 6–15, 15–4, 15–4 |
| Mixed        | Park Joo-bong Chung Myung-hee   | Jon Holst-Christensen Grete Mogensen | 15–6, 15–3       |

## Herreneinzel

### Setzliste
1. Morten Frost
2. Joko Suprianto
3. Poul-Erik Høyer Larsen
4. Zhao Jianhua
5. Alan Budikusuma
6. Eddy Kurniawan
7. Peter Axelsson
8. Ardy Wiranata

### 1. Runde
- Lasse Lindelöf –  Edward Nanton: 15-1 / 15-1
- Harjeet Singh –  Stephen Richard Rew: 15-5 / 15-3
- Benny Lee –  Kevin Jolly: 6-15 / 18-14 / 15-6
- Jan Jørgensen –  Trond Wåland: 17-15 / 15-3
- Jens Meibom –  Sanjay Malde: 15-7 / 15-5
- Hideaki Motoyama –  Jesper Holm Hansen: 15-3 / 15-7
- Fernando de la Torre –  Lawrence Chew Si Hock: 15-7 / 15-11
- Morten Hummelmose –  Chan Wing Kit: 17-14 / 15-6
- Rajeev Bagga –  Thomas Madsen: 15-7 / 15-6
- Robert Liljequist –  Øystein Larsen: 15-10 / 15-10
- Ahn Jae-chang –  Henrik Jessen: 15-5 / 15-8
- Kum Wai Kok –  Dean Galt: 15-10 / 15-9
- David Constantine –  Masami Osanai: 15-5 / 15-6
- John Laursen –  David Gilmour: 15-6 / 15-7
- Nikolai Sujew –  Henrik Geisler Jensen: 12-15 / 15-8 / 15-9
- Jesper Thomsen –  Dan Nielsen: 15-11 / 15-7
- Ian Wright –  Erik Lia: 15-12 / 15-13
- Tony Tuominen –  Peter Knudsen: 15-6 / 15-9
- Chan Kin Ngai –  Carl Fenton: 15-1 / 15-12
- Alexej Sidorov –  Peter Busch Jensen: 15-10 / 15-4
- Kwak Chan-ho –  Jacob Østergaard: 15-10 / 15-10
- Pavlos Charalambidis –  Nick Ponting: 15-4 / 9-15 / 15-4
- Morten Bundgaard –  Tony Dennis: 18-16 / 18-15
- Fumihiko Machida –  Volker Renzelmann: 13-15 / 15-10 / 17-15
- Quyen Nguyen –  Édouard Clarisse: 10-15 / 15-9 / 18-13
- Thomas Poulsen –  Richard P. Harding: 15-3 / 15-3
- Lee Yong-sun –  David Shaw: 15-2 / 15-0
- Anthony Bush –  Jens Eriksen: 15-8 / 15-10
- Koji Miya –  Hwang Sun-ho: 15-12 / 10-15 / 15-9
- Peter Lehwald –  Marc J. Miller: 15-5 / 15-4
- Paul Edevane –  Sergey Sevryukov: 14-17 / 15-10 / 15-7
- Nitin Panesar –  Lars Pedersen: 8-15 / 15-11 / 15-9
- Lasse Lindelöf –  Harjeet Singh: 15-9 / 14-18 / 15-11
- Benny Lee –  Jan Jørgensen: 17-15 / 6-15 / 15-11
- Jens Meibom –  Hideaki Motoyama: 15-6 / 15-2
- Morten Hummelmose –  Fernando de la Torre: 15-5 / 17-14
- Rajeev Bagga –  Robert Liljequist: 13-15 / 15-13 / 15-7
- Ahn Jae-chang –  Kum Wai Kok: 15-1 / 15-3
- David Constantine –  John Laursen: 15-10 / 18-16
- Nikolai Sujew –  Jesper Thomsen: 15-4 / 14-18 / 15-12
- Tony Tuominen –  Ian Wright: 15-5 / 15-4
- Chan Kin Ngai –  Alexej Sidorov: 15-6 / 15-3
- Pavlos Charalambidis –  Kwak Chan-ho: 15-8 / 15-3
- Fumihiko Machida –  Morten Bundgaard: 15-10 / 15-6
- Thomas Poulsen –  Quyen Nguyen: 15-3 / 15-0
- Anthony Bush –  Lee Yong-sun: 15-11 / 15-7
- Peter Lehwald –  Koji Miya: 18-13 / 5-15 / 15-9
- Nitin Panesar –  Paul Edevane: 5-15 / 15-5 / 17-15
- Lasse Lindelöf –  Benny Lee: 15-6 / 15-5
- Jens Meibom –  Morten Hummelmose: 9-15 / 18-14 / 15-10
- Rajeev Bagga –  Ahn Jae-chang: 15-13 / 16-17 / 15-11
- Nikolai Sujew –  David Constantine: 18-13 / 15-4
- Tony Tuominen –  Chan Kin Ngai: 5-15 / 15-8 / 15-6
- Pavlos Charalambidis –  Fumihiko Machida: 15-10 / 15-5
- Anthony Bush –  Thomas Poulsen: 15-7 / 17-16
- Peter Lehwald –  Nitin Panesar: 15-9 / 15-12

### Sektion 1
|  | 2. Runde | 2. Runde               | 2. Runde | 2. Runde | 2. Runde |  |  | Achtelfinale | Achtelfinale           | Achtelfinale | Achtelfinale | Achtelfinale |  |  | Viertelfinale   | Viertelfinale | Viertelfinale | Viertelfinale | Viertelfinale |  |  | Halbfinale | Halbfinale | Halbfinale | Halbfinale | Halbfinale |
|  |          |                        |          |          |          |  |  |              |                        |              |              |              |  |  |                 |               |               |               |               |  |  |            |            |            |            |            |
|  |          | Zhao Jianhua           | 15       | 15       |          |  |  |              |                        |              |              |              |  |  |                 |               |               |               |               |  |  |            |            |            |            |            |
|  |          | Thomas Kirkegaard      | 3        | 6        |          |  |  |              | Zhao Jianhua           | 15           | 4            | 15           |  |  |                 |               |               |               |               |  |  |            |            |            |            |            |
|  |          | Thomas Stuer-Lauridsen | 17       | 15       |          |  |  |              | Thomas Stuer-Lauridsen | 4            | 15           | 5            |  |  |                 |               |               |               |               |  |  |            |            |            |            |            |
|  |          | Vimal Kumar            | 14       | 5        |          |  |  |              |                        |              |              |              |  |  | Zhao Jianhua    | 17            | 15            | 15            |               |  |  |            |            |            |            |            |
|  |          | Alan Budikusuma        | 15       | 15       |          |  |  |              |                        |              |              |              |  |  | Alan Budikusuma | 18            | 6             | 9             |               |  |  |            |            |            |            |            |
|  |          | Torben Carlsen         | 12       | 6        |          |  |  |              | Alan Budikusuma        | 15           | 15           |              |  |  |                 |               |               |               |               |  |  |            |            |            |            |            |
|  |          | Sompol Kukasemkij      | 15       | 15       |          |  |  |              | Sompol Kukasemkij      | 9            | 11           |              |  |  |                 |               |               |               |               |  |  |            |            |            |            |            |
|  |          | Claus Overbeck         | 11       | 3        |          |  |  |              |                        |              |              |              |  |  | Zhao Jianhua    | 18            | 15            |               |               |  |  |            |            |            |            |            |
|  |          | Rashid Sidek           | 15       | 15       |          |  |  |              |                        |              |              |              |  |  | Rashid Sidek    | 16            | 6             |               |               |  |  |            |            |            |            |            |
|  |          | Jens Olsson            | 9        | 7        |          |  |  |              | Rashid Sidek           | 15           | 15           |              |  |  |                 |               |               |               |               |  |  |            |            |            |            |            |
|  |          | Anders Nielsen         | 15       | 15       |          |  |  |              | Anders Nielsen         | 11           | 9            |              |  |  |                 |               |               |               |               |  |  |            |            |            |            |            |
|  |          | Ardy Wiranata          | 10       | 10       |          |  |  |              |                        |              |              |              |  |  | Rashid Sidek    | 15            | 15            |               |               |  |  |            |            |            |            |            |
|  |          | Morten Frost           | 15       | 15       |          |  |  |              |                        |              |              |              |  |  | Morten Frost    | 8             | 6             |               |               |  |  |            |            |            |            |            |
|  |          | Chris Jogis            | 5        | 9        |          |  |  |              | Morten Frost           | 15           | 15           |              |  |  |                 |               |               |               |               |  |  |            |            |            |            |            |
|  |          | Pontus Jäntti          | 15       | 15       |          |  |  |              | Pontus Jäntti          | 13           | 8            |              |  |  |                 |               |               |               |               |  |  |            |            |            |            |            |
|  |          | Alan McIlvain          | 8        | 2        |          |  |  |              |                        |              |              |              |  |  |                 |               |               |               |               |  |  |            |            |            |            |            |

### Sektion 2
|  | 2. Runde | 2. Runde               | 2. Runde | 2. Runde | 2. Runde |  |  | Achtelfinale | Achtelfinale       | Achtelfinale | Achtelfinale | Achtelfinale |  |  | Viertelfinale  | Viertelfinale | Viertelfinale | Viertelfinale | Viertelfinale |  |  | Halbfinale | Halbfinale | Halbfinale | Halbfinale | Halbfinale |
|  |          |                        |          |          |          |  |  |              |                    |              |              |              |  |  |                |               |               |               |               |  |  |            |            |            |            |            |
|  |          | Joko Suprianto         | 15       | 15       |          |  |  |              |                    |              |              |              |  |  |                |               |               |               |               |  |  |            |            |            |            |            |
|  |          | Shuji Matsuno          | 1        | 4        |          |  |  |              | Joko Suprianto     | 9            | 15           | 15           |  |  |                |               |               |               |               |  |  |            |            |            |            |            |
|  |          | Darren Hall            | 15       | 15       |          |  |  |              | Darren Hall        | 15           | 10           | 6            |  |  |                |               |               |               |               |  |  |            |            |            |            |            |
|  |          | Johnny Sørensen        | 12       | 7        |          |  |  |              |                    |              |              |              |  |  | Joko Suprianto | 15            | 15            |               |               |  |  |            |            |            |            |            |
|  |          | Foo Kok Keong          | 7        | 15       | 15       |  |  |              |                    |              |              |              |  |  | Foo Kok Keong  | 1             | 4             |               |               |  |  |            |            |            |            |            |
|  |          | Søren B. Nielsen       | 15       | 1        | 5        |  |  |              | Foo Kok Keong      | 15           | 10           | 15           |  |  |                |               |               |               |               |  |  |            |            |            |            |            |
|  |          | Peter Axelsson         | 10       | 15       | 15       |  |  |              | Peter Axelsson     | 12           | 15           | 5            |  |  |                |               |               |               |               |  |  |            |            |            |            |            |
|  |          | Jens Peter Nierhoff    | 15       | 11       | 10       |  |  |              |                    |              |              |              |  |  | Joko Suprianto | 15            | 15            |               |               |  |  |            |            |            |            |            |
|  |          | Eddy Kurniawan         | 15       | 4        | 15       |  |  |              |                    |              |              |              |  |  | Eddy Kurniawan | 4             | 10            |               |               |  |  |            |            |            |            |            |
|  |          | Nick Yates             | 7        | 15       | 8        |  |  |              | Eddy Kurniawan     | 15           | 13           | 15           |  |  |                |               |               |               |               |  |  |            |            |            |            |            |
|  |          | Andrei Antropow        | 15       | 15       |          |  |  |              | Andrei Antropow    | 11           | 15           | 10           |  |  |                |               |               |               |               |  |  |            |            |            |            |            |
|  |          | Tony Tuominen          | 5        | 9        |          |  |  |              |                    |              |              |              |  |  | Eddy Kurniawan | 15            | 16            | 15            |               |  |  |            |            |            |            |            |
|  |          | Heryanto Arbi          | 15       | 8        | 15       |  |  |              |                    |              |              |              |  |  | Heryanto Arbi  | 5             | 17            | 12            |               |  |  |            |            |            |            |            |
|  |          | Poul-Erik Høyer Larsen | 2        | 15       | 11       |  |  |              | Heryanto Arbi      | 15           | 15           |              |  |  |                |               |               |               |               |  |  |            |            |            |            |            |
|  |          | Pär-Gunnar Jönsson     | 17       | 10       | 15       |  |  |              | Pär-Gunnar Jönsson | 7            | 4            |              |  |  |                |               |               |               |               |  |  |            |            |            |            |            |
|  |          | Liu Jun                | 16       | 15       | 7        |  |  |              |                    |              |              |              |  |  |                |               |               |               |               |  |  |            |            |            |            |            |

## Dameneinzel

### 1. Runde
- Hisako Mizui –  Doris Piché: 11-6 / 11-6
- Christina Bostofte –  Alison Fisher: 10-12 / 11-8 / 11-3
- Hwang Hye-young –  Kimiko Jinnai: 11-5 / 11-8
- Erica van den Heuvel –  Julie Bradbury: 11-4 / 4-11 / 11-4
- Camilla Martin –  Viktoria Pron: 11-6 / 11-4
- Jihyun Marr –  Christine Magnusson: 11-5 / 7-11 / 12-10
- Shon Hye-joo –  Suzanne Louis-Lane: 11-8 / 11-1
- Astrid van der Knaap –  Kazue Kanai: 12-9 / 11-4
- Joanne Muggeridge –  Denyse Julien: 11-6 / 11-5
- Lee Heung-soon –  Katrin Schmidt: 12-10 / 11-2
- Hwa Jung-eun –  Harumi Kohhara: 11-9 / 11-2
- Margit Borg –  Maiken Mørk: 5-11 / 11-6 / 11-4
- Lee Young-suk –  Charlotte Hattens: 11-2 / 6-0
- Lilik Sudarwati –  Tanya Woodward: 11-2 / 11-4
- Helle Andersen –  Sarah Hore: 11-4 / 11-1
- Monique Hoogland –  Aiko Miyamura: 11-6 / 11-7
- Minarti Timur - : w.o.
- Eline Coene - : w.o.
- Park Soo-yun - : w.o.
- Pernille Nedergaard - : w.o.
- Vlada Chernyavskaya - : w.o.
- Helen Troke - : w.o.
- Sarwendah Kusumawardhani –  Sarwendah Kusumawardhani: w.o.
- Huang Hua - : w.o.
- Hisako Mizui –  Christina Bostofte: 11-2 / 11-4
- Elena Rybkina –  Fiona Elliott: 11-8 / 11-5
- Hwang Hye-young –  Erica van den Heuvel: 11-3 / 11-3
- Zhou Lei –  Felicity Gallup: 11-4 / 11-0
- Jihyun Marr –  Camilla Martin: 11-8 / 12-9
- Kirsten Larsen –  Kho Mei Hwa: 11-5 / 11-8
- Shon Hye-joo –  Astrid van der Knaap: 4-11 / 11-5 / 11-3
- Lee Heung-soon –  Joanne Muggeridge: 11-3 / 11-3

### Sektion 1
|  | 2. Runde | 2. Runde             | 2. Runde | 2. Runde | 2. Runde |  |  | Achtelfinale | Achtelfinale    | Achtelfinale | Achtelfinale | Achtelfinale |  |  | Viertelfinale  | Viertelfinale | Viertelfinale | Viertelfinale | Viertelfinale |  |  | Halbfinale | Halbfinale | Halbfinale | Halbfinale | Halbfinale |
|  |          |                      |          |          |          |  |  |              |                 |              |              |              |  |  |                |               |               |               |               |  |  |            |            |            |            |            |
|  |          | Susi Susanti         | w/o      |          |          |  |  |              |                 |              |              |              |  |  |                |               |               |               |               |  |  |            |            |            |            |            |
|  |          | Catrine Bengtsson    | scr      |          |          |  |  |              | Susi Susanti    | 11           | 11           |              |  |  |                |               |               |               |               |  |  |            |            |            |            |            |
|  |          | Hisako Mizui         | 11       | 11       |          |  |  |              | Mizui           | 5            | 7            |              |  |  |                |               |               |               |               |  |  |            |            |            |            |            |
|  |          | Christina Bostofte   | 2        | 4        |          |  |  |              |                 |              |              |              |  |  | Susi Susanti   | 11            | 11            |               |               |  |  |            |            |            |            |            |
|  |          | Elena Rybkina        | 11       | 11       |          |  |  |              |                 |              |              |              |  |  | Elena Rybkina  | 8             | 1             |               |               |  |  |            |            |            |            |            |
|  |          | Fiona Smith          | 8        | 5        |          |  |  |              | Elena Rybkina   | 12           | 11           |              |  |  |                |               |               |               |               |  |  |            |            |            |            |            |
|  |          | Hwang Hye-young      | 11       | 11       |          |  |  |              | Hwang Hye-young | 9            | 10           |              |  |  |                |               |               |               |               |  |  |            |            |            |            |            |
|  |          | Erica van den Heuvel | 3        | 3        |          |  |  |              |                 |              |              |              |  |  | Susi Susanti   | 2             | 11            | 11            |               |  |  |            |            |            |            |            |
|  |          | Zhou Lei             | 11       | 11       |          |  |  |              |                 |              |              |              |  |  | Zhou Lei       | 11            | 5             | 9             |               |  |  |            |            |            |            |            |
|  |          | Felicity Gallup      | 4        | 0        |          |  |  |              | Zhou Lei        | 11           | 11           |              |  |  |                |               |               |               |               |  |  |            |            |            |            |            |
|  |          | Kim Ji-hyun          | 11       | 12       |          |  |  |              | Kim Ji-hyun     | 1            | 6            |              |  |  |                |               |               |               |               |  |  |            |            |            |            |            |
|  |          | Camilla Martin       | 8        | 9        |          |  |  |              |                 |              |              |              |  |  | Zhou Lei       | 11            | 11            |               |               |  |  |            |            |            |            |            |
|  |          | Kirsten Larsen       | 11       | 11       |          |  |  |              |                 |              |              |              |  |  | Kirsten Larsen | 7             | 3             |               |               |  |  |            |            |            |            |            |
|  |          | Kho Mei Hwa          | 5        | 8        |          |  |  |              | Kirsten Larsen  | 11           | 11           |              |  |  |                |               |               |               |               |  |  |            |            |            |            |            |
|  |          | Shon Hye-joo         | 4        | 11       | 11       |  |  |              | Shon Hye-joo    | 5            | 1            |              |  |  |                |               |               |               |               |  |  |            |            |            |            |            |
|  |          | Astrid van der Knaap | 11       | 5        | 3        |  |  |              |                 |              |              |              |  |  |                |               |               |               |               |  |  |            |            |            |            |            |

### Sektion 2
|  | 2. Runde | 2. Runde                 | 2. Runde | 2. Runde | 2. Runde |  |  | Achtelfinale | Achtelfinale        | Achtelfinale | Achtelfinale | Achtelfinale |  |  | Viertelfinale       | Viertelfinale | Viertelfinale | Viertelfinale | Viertelfinale |  |  | Halbfinale | Halbfinale | Halbfinale | Halbfinale | Halbfinale |
|  |          |                          |          |          |          |  |  |              |                     |              |              |              |  |  |                     |               |               |               |               |  |  |            |            |            |            |            |
|  |          | Huang Hua                | 2        | 12       | 11       |  |  |              |                     |              |              |              |  |  |                     |               |               |               |               |  |  |            |            |            |            |            |
|  |          | Sarwendah Kusumawardhani | 11       | 10       | 4        |  |  |              | Huang Hua           | 11           | 11           |              |  |  |                     |               |               |               |               |  |  |            |            |            |            |            |
|  |          | Monique Hoogland         | 11       | 11       | 11       |  |  |              | Monique Hoogland    | 0            | 2            |              |  |  |                     |               |               |               |               |  |  |            |            |            |            |            |
|  |          | Helle Andersen           | 12       | 3        | 6        |  |  |              |                     |              |              |              |  |  | Huang Hua           | 10            | 11            | 11            |               |  |  |            |            |            |            |            |
|  |          | Lee Young-suk            | 11       | 11       |          |  |  |              |                     |              |              |              |  |  | Lee Young-suk       | 12            | 9             | 7             |               |  |  |            |            |            |            |            |
|  |          | Lilik Sudarwati          | 7        | 6        |          |  |  |              | Lee Young-suk       | 11           | 11           |              |  |  |                     |               |               |               |               |  |  |            |            |            |            |            |
|  |          | Vlada Chernyavskaya      | 12       | 12       |          |  |  |              | Vlada Chernyavskaya | 7            | 5            |              |  |  |                     |               |               |               |               |  |  |            |            |            |            |            |
|  |          | Helen Troke              | 10       | 11       |          |  |  |              |                     |              |              |              |  |  | Huang Hua           | 11            | 11            |               |               |  |  |            |            |            |            |            |
|  |          | Lee Heung-soon           | 11       | 11       |          |  |  |              |                     |              |              |              |  |  | Lee Heung-soon      | 0             | 0             |               |               |  |  |            |            |            |            |            |
|  |          | Joanne Muggeridge        | 6        | 5        |          |  |  |              | Lee Heung-soon      | 11           | 7            | 11           |  |  |                     |               |               |               |               |  |  |            |            |            |            |            |
|  |          | Minarti Timur            | 6        | 12       | 11       |  |  |              | Minarti Timur       | 9            | 11           | 4            |  |  |                     |               |               |               |               |  |  |            |            |            |            |            |
|  |          | Eline Coene              | 11       | 10       | 8        |  |  |              |                     |              |              |              |  |  | Lee Heung-soon      | 6             | 11            | 12            |               |  |  |            |            |            |            |            |
|  |          | Pernille Nedergaard      | 11       | 11       |          |  |  |              |                     |              |              |              |  |  | Pernille Nedergaard | 11            | 4             | 10            |               |  |  |            |            |            |            |            |
|  |          | Park Soo-yun             | 5        | 4        |          |  |  |              | Pernille Nedergaard | 11           | 11           |              |  |  |                     |               |               |               |               |  |  |            |            |            |            |            |
|  |          | Jung Eun-hwa             | 11       | 11       |          |  |  |              | Jung Eun-hwa        | 6            | 7            |              |  |  |                     |               |               |               |               |  |  |            |            |            |            |            |
|  |          | Margit Borg              | 1        | 2        |          |  |  |              |                     |              |              |              |  |  |                     |               |               |               |               |  |  |            |            |            |            |            |

## Herrendoppel

### Qualifikation 1. Runde
- David Spurling /  Stuart Spurling –  Jens Meibom /  Søren B. Nielsen: 15-6 / 7-15 / 15-11
- Morten Hummelmose /  Henrik Jessen –  Keith Davis /  Richard Swift: 15-1 / 15-10
- András Piliszky /  Jacob Østergaard –  Jyri Aalto /  Lasse Lindelöf: 15-7 / 15-7
- Pavlos Charalambidis /  David Gilmour –  David De Freitas /  Philip Harris: 15-8 / 15-7
- Lawrence Chew Si Hock /  Volker Renzelmann –  Peter Emptage /  David Owen: 15-12 / 15-18 / 15-9
- Mervin Gibbs /  Andy Wood –  Richard P. Harding /  Jesper Holm Hansen: 15-7 / 15-6
- Kim Jong Woong /  Shon Jin-hwan –  Chris Dobson /  Ian Wright: 15-8 / 15-3
- Øystein Larsen /  Trond Wåland –  Jason Ganner /  Simon Kaye: 15-7 / 15-2
- Jens Eriksen /  Peter Espersen –  Alan Alexander /  Chamberlein Eke: 15-12 / 15-5
- Alexej Sidorov /  Nikolai Sujew –  Alan Crowther /  Stephen Richard Rew: 18-16 / 10-15 / 15-12
- Morten Bundgaard /  John Laursen –  Glenn Coburn /  Mark Needham: 7-15 / 15-5 / 18-17
- Robert Liljequist /  Tony Tuominen –  Tony Dennis /  Hugh Dyus: 15-7 / 15-1
- Paul C. Bennett /  Timothy Moseley –  Richard Burton /  Andrew Carlotti: 15-5 / 10-15 / 15-2
- Peter Knowles /  Julian Robertson –  Quyen Nguyen /  David Shaw: 15-11 / 15-4

### Qualifikation 2. Runde
- Morten Hummelmose /  Henrik Jessen –  Christopher L. Lee /  Poh Thye Leong: 15-8 / 15-5
- András Piliszky /  Jacob Østergaard –  Pavlos Charalambidis /  David Gilmour: 17-14 / 7-15 / 15-6
- Mervin Gibbs /  Andy Wood –  Lawrence Chew Si Hock /  Volker Renzelmann: 15-10 / 17-14
- Kim Jong Woong /  Shon Jin-hwan –  David Constantine /  Mark Methven: 15-12 / 15-9
- Jens Eriksen /  Peter Espersen –  Øystein Larsen /  Trond Wåland: 17-5 / 15-9
- Alexej Sidorov /  Nikolai Sujew –  Chan Wing Kit /  Tse Bun: 10-15 / 15-7 / 17-14
- Morten Bundgaard /  John Laursen –  Henrik Geisler Jensen /  Thomas Poulsen: 15-4 / 15-4
- Paul C. Bennett /  Timothy Moseley –  Robert Liljequist /  Tony Tuominen: 17-16 / 2-15 / 15-4
- Peter Knudsen /  Peter Lehwald –  Peter Knowles /  Julian Robertson: 2-15 / 15-1 / 18-14

### Qualifikation 3. Runde
- Morten Hummelmose /  Henrik Jessen –  David Spurling /  Stuart Spurling: 15-12 / 15-6
- András Piliszky /  Jacob Østergaard –  Mervin Gibbs /  Andy Wood: 18-17 / 11-15 / 15-12
- Jens Eriksen /  Peter Espersen –  Kim Jong Woong /  Shon Jin-hwan: 18-16 / 15-10
- Morten Bundgaard /  John Laursen –  Alexej Sidorov /  Nikolai Sujew: 15-10 / 15-6
- Peter Knudsen /  Peter Lehwald –  Paul C. Bennett /  Timothy Moseley: 15-12 / 15-2

### 1. Runde
- Steen Fladberg /  Jesper Knudsen –  Claus Overbeck /  Michael Søgaard: 15-13 / 15-5
- Anders Nielsen /  Bent Svenningsen –  Trevor Darlington /  Paul Holden: 15-11 / 15-9
- Mike Bitten /  Bryan Blanshard –  Shuji Matsuno /  Shinji Matsuura: 15-4 / 15-11
- Miles Johnson /  Andy Salvidge –  Kent Wæde Hansen /  Jacob Thygesen: 15-2 / 15-12
- Hiroki Eto /  Masami Osanai –  Hwang Sun-ho /  Lee Yong-sun: 15-12 / 15-4
- Peter Buch /  Peter Busch Jensen –  Erik Lia /  Hans Sperre: 15-13 / 11-15 / 15-8
- Kenny Middlemiss /  Dan Travers –  Martyn Hindle /  Norman Wheatley: 18-13 / 12-15 / 15-7
- Cheah Soon Kit /  Soo Beng Kiang –  Choi Sang-bum /  Kwak Chan-ho: 15-5 / 15-3
- Chan Chi Choi /  Chan Siu Kwong –  Morten Hummelmose /  Henrik Jessen: 16-17 / 15-2 / 15-3
- Jon Holst-Christensen /  Jens Peter Nierhoff –  Alex Meijer /  Pierre Pelupessy: 15-10 / 15-13
- Thomas Kirkegaard /  Claus Thomsen –  Peter Knudsen /  Peter Lehwald: 15-7 / 15-5
- Richard Mainaky /  Icuk Sugiarto –  Fumihiko Machida /  Koji Miya: 15-6 / 15-5
- Henrik Hyldgaard /  Jesper Poulsen –  Chris Jogis /  Benny Lee: 15-5 / 15-7
- Richard Outterside /  Nigel Tier –  Thomas Madsen /  Johnny Sørensen: 15-12 / 7-15 / 17-14
- Andrew Fairhurst /  Chris Hunt –  Jens Eriksen /  Peter Espersen: 15-8 / 17-15
- Andrei Antropow /  Sergey Sevryukov –  Morten Knudsen /  Lars Pedersen: 17-16 / 15-10
- Ahn Jae-chang /  Kim Hak-kyun - : w.o.
- Jan-Eric Antonsson /  Pär-Gunnar Jönsson - : w.o.
- Nick Ponting /  Dave Wright - : w.o.
- Li Yongbo /  Tian Bingyi - : w.o.
- András Piliszky /  Jacob Østergaard - : w.o.
- Jan Paulsen /  Henrik Svarrer - : w.o.
- Thomas Indracahya /  Reony Mainaky - : w.o.
- Jalani Sidek /  Razif Sidek - : w.o.

### 2. Runde
- Kim Moon-soo /  Park Joo-bong –  Christian Jakobsen /  Thomas Stuer-Lauridsen: 15-3 / 15-2
- Steen Fladberg /  Jesper Knudsen –  Anders Nielsen /  Bent Svenningsen: 7-15 / 15-12 / 15-8
- Max Gandrup /  Thomas Lund –  Peter Axelsson /  Mikael Rosén: 15-12 / 15-9
- Mike Bitten /  Bryan Blanshard –  Miles Johnson /  Andy Salvidge: 15-10 / 8-15 / 18-13
- Rudy Gunawan /  Eddy Hartono –  Michael Brown /  Andy Goode: 15-4 / 15-12
- Peter Buch /  Peter Busch Jensen –  Hiroki Eto /  Masami Osanai: 15-7 / 15-3
- Mark Christiansen /  Michael Kjeldsen –  Morten Bundgaard /  John Laursen: 15-4 / 15-4
- Cheah Soon Kit /  Soo Beng Kiang –  Kenny Middlemiss /  Dan Travers: 15-2 / 15-2
- Jon Holst-Christensen /  Jens Peter Nierhoff –  Chan Chi Choi /  Chan Siu Kwong: 15-10 / 15-7
- Jan-Eric Antonsson /  Pär-Gunnar Jönsson –  Ahn Jae-chang /  Kim Hak-kyun: 15-6 / 15-9
- Richard Mainaky /  Icuk Sugiarto –  Thomas Kirkegaard /  Claus Thomsen: 11-15 / 15-2 / 15-2
- Li Yongbo /  Tian Bingyi –  Nick Ponting /  Dave Wright: 15-5 / 15-10
- Henrik Hyldgaard /  Jesper Poulsen –  Richard Outterside /  Nigel Tier: 15-10 / 15-11
- Jan Paulsen /  Henrik Svarrer –  András Piliszky /  Jacob Østergaard: 15-3 / 15-5
- Andrei Antropow /  Sergey Sevryukov –  Andrew Fairhurst /  Chris Hunt: 15-5 / 15-10
- Jalani Sidek /  Razif Sidek –  Thomas Indracahya /  Reony Mainaky: 15-8 / 15-3

### Achtelfinale
- Kim Moon-soo /  Park Joo-bong –  Steen Fladberg /  Jesper Knudsen: 15-11 / 15-10
- Max Gandrup /  Thomas Lund –  Mike Bitten /  Bryan Blanshard: 15-11 / 15-5
- Rudy Gunawan /  Eddy Hartono –  Peter Buch /  Peter Busch Jensen: 15-10 / 15-6
- Cheah Soon Kit /  Soo Beng Kiang –  Mark Christiansen /  Michael Kjeldsen: 15-2 / 15-5
- Jon Holst-Christensen /  Jens Peter Nierhoff –  Jan-Eric Antonsson /  Pär-Gunnar Jönsson: 15-11 / 11-15 / 15-11
- Li Yongbo /  Tian Bingyi –  Richard Mainaky /  Icuk Sugiarto: 15-6 / 15-13
- Jan Paulsen /  Henrik Svarrer –  Henrik Hyldgaard /  Jesper Poulsen: 15-10 / 15-5
- Jalani Sidek /  Razif Sidek –  Andrei Antropow /  Sergey Sevryukov: 15-9 / 15-5

### Viertelfinale
- Kim Moon-soo /  Park Joo-bong –  Max Gandrup /  Thomas Lund: 15-9 / 15-2
- Rudy Gunawan /  Eddy Hartono –  Cheah Soon Kit /  Soo Beng Kiang: 15-17 / 15-13 / 15-4
- Li Yongbo /  Tian Bingyi –  Jon Holst-Christensen /  Jens Peter Nierhoff: 6-15 / 15-6 / 15-4
- Jalani Sidek /  Razif Sidek –  Jan Paulsen /  Henrik Svarrer: 15-5 / 15-5

### Halbfinale
- Kim Moon-soo /  Park Joo-bong –  Rudy Gunawan /  Eddy Hartono: 15-7 / 15-7
- Li Yongbo /  Tian Bingyi –  Jalani Sidek /  Razif Sidek: 7-15 / 15-9 / 15-12

### Finale
- Kim Moon-soo /  Park Joo-bong –  Li Yongbo /  Tian Bingyi: 17-14 / 15-9

## Damendoppel

### Qualifikation 1. Runde
- Rhonda Cator /  Ciara Doheny –  Anne Gibson /  Bettina Villars: 15-4 / 15-2
- Tanja Berg /  Karin Steffensen –  Nina Koho /  Pia Pajunen: 15-5 / 15-5
- Mette Bjersing /  Gitte Sommer - : w.o.
- Debbie Buddle /  Kate Amanda Gregory - : w.o.

### Qualifikation 2. Runde
- Dorte Ledet /  Vibeke Poulsen –  Annette Enghøj /  Pia Zelander: 15-4 / 15-7
- Rikke Broen /  Anne Søndergaard –  Kristiina Danskanen /  Ulrika von Pfaler: 15-9 / 17-14
- Tanja Berg /  Karin Steffensen –  Debbie Buddle /  Kate Amanda Gregory: 8-15 / 15-5 / 15-5

### Qualifikation 3. Runde
- Dorte Ledet /  Vibeke Poulsen –  Rikke Broen /  Anne Søndergaard: 15-3 / 15-12
- Tanja Berg /  Karin Steffensen –  Rhonda Cator /  Ciara Doheny: 15-17 / 15-12 / 15-11

### 1. Runde
- Erma Sulistianingsih /  Rosiana Tendean –  Mette Bjersing /  Gitte Sommer: 15-1 / 15-3
- Denyse Julien /  Doris Piché –  Charlotte Bornemann /  Anne Mette Bille: 15-3 / 10-15 / 15-4
- Pernille Dupont /  Grete Mogensen –  Cheryl Johnson /  Julie Munday: 15-11 / 19-17 / 15-10
- Chung So-young /  Hwa Jung-eun –  Tomomi Matsuo /  Kyoko Sasage: 15-7 / 15-9
- Gillian Clark /  Gillian Gowers –  Lee Heung-soon /  Shon Hye-joo: 15-10 / 15-1
- Viktoria Pron /  Irina Serova –  Helene Kirkegaard /  Camilla Martin: 15-9 / 15-5
- Eline Coene /  Erica van den Heuvel –  Margit Borg /  Jeanette Kuhl: 15-10 / 15-11
- Lotte Olsen /  Gitte Paulsen –  Tracy Hutchinson /  Joanne Goode: 15-6 / 15-7
- Fiona Elliott /  Helen Troke –  Jihyun Marr /  Park Soo-yun: 15-4 / 15-7
- Maria Bengtsson /  Christine Magnusson –  Katrin Schmidt /  Kirsten Schmieder: 12-15 / 15-5 / 15-9
- Verawaty Fajrin /  Ivanna Lie –  Elena Rybkina /  Vlada Chernyavskaya: 15-8 / 15-4
- Dorte Kjær /  Nettie Nielsen –  Alison Fisher /  Felicity Gallup: 15-7 / 15-12
- Julie Bradbury /  Suzanne Louis-Lane –  Dorte Ledet /  Vibeke Poulsen: 15-2 / 15-4
- Kimiko Jinnai /  Hisako Mori –  Tanja Berg /  Karin Steffensen: 15-5 / 15-9
- Trine Johansson /  Marlene Thomsen –  Adele Abbott /  Tanya Woodward: 15-5 / 17-18 / 15-2
- Chung Myung-hee /  Hwang Hye-young –  Karen Chapman /  Sara Sankey: 15-8 / 15-7

### Achtelfinale
- Erma Sulistianingsih /  Rosiana Tendean –  Denyse Julien /  Doris Piché: 15-9 / 15-5
- Chung So-young /  Hwa Jung-eun –  Pernille Dupont /  Grete Mogensen: 9-15 / 15-3 / 15-10
- Gillian Clark /  Gillian Gowers –  Viktoria Pron /  Irina Serova: 15-3 / 15-2
- Eline Coene /  Erica van den Heuvel –  Lotte Olsen /  Gitte Paulsen: 14-6 / 1-0
- Maria Bengtsson /  Christine Magnusson –  Fiona Elliott /  Helen Troke: 15-2 / 7-15 / 18-16
- Dorte Kjær /  Nettie Nielsen –  Verawaty Fajrin /  Ivanna Lie: 15-12 / 15-11
- Kimiko Jinnai /  Hisako Mori –  Julie Bradbury /  Suzanne Louis-Lane: 15-5 / 15-3
- Chung Myung-hee /  Hwang Hye-young –  Trine Johansson /  Marlene Thomsen: 15-2 / 15-9

### Viertelfinale
- Erma Sulistianingsih /  Rosiana Tendean –  Chung So-young /  Hwa Jung-eun: 18-15 / 15-3
- Gillian Clark /  Gillian Gowers –  Eline Coene /  Erica van den Heuvel: 10-15 / 15-2 / 17-16
- Chung Myung-hee /  Hwang Hye-young –  Kimiko Jinnai /  Hisako Mori: 15-11 / 15-6
- Maria Bengtsson /  Christine Magnusson - : w.o.

### Halbfinale
- Gillian Clark /  Gillian Gowers –  Erma Sulistianingsih /  Rosiana Tendean: 15-6 / 15-11
- Chung Myung-hee /  Hwang Hye-young –  Maria Bengtsson /  Christine Magnusson: 15-5 / 15-7

### Finale
- Chung Myung-hee /  Hwang Hye-young –  Gillian Clark /  Gillian Gowers: 6-15 / 15-4 / 15-4

## Mixed

### Qualifikation 1. Runde
- Richard Outterside /  Adele Abbott –  Alexej Sidorov /  Vlada Chernyavskaya: 15-17 / 15-10 / 15-7
- Keith Davis /  Debbie Buddle –  Thomas Kirkegaard /  Helene Kirkegaard: 15-18 / 15-6 / 15-13
- Peter Busch Jensen /  Trine Johansson –  Édouard Clarisse /  Martine Hennequin: 15-1 / 15-9
- Mark Methven /  Sarah Ward –  Morten Hummelmose /  Annette Enghøj: 15-3 / 6-15 / 15-10
- Peter Knudsen /  Karin Steffensen –  Lawrence Chew Si Hock /  Bettina Villars: 15-10 / 15-14
- David Constantine /  Joanne Hall –  Peter Emptage /  Rhonda Cator: 15-6 / 15-7
- Jesper Holm Hansen /  Pia Zelander –  Jörgen Tuvesson /  Karin Ericsson: 15-12 / 15-12
- Jens Eriksen /  Mette Bjersing –  Chris Dobson /  Joanne Goode: 15-12 / 15-10
- Fumihiko Machida /  Kyoko Sasage –  Pavlos Charalambidis /  Anne Gibson: 15-12 / 15-10
- Paul Holden /  Suzanne Louis-Lane –  Henrik Hyldgaard /  Dorte Ledet: 15-11 / 7-15 / 18-14
- Michael Søgaard /  Helle Andersen –  Nikolai Sujew /  Viktoria Pron: 15-11 / 18-14
- Jesper Poulsen /  Anne Søndergaard –  Philip Sutton /  Caroline Outterside: 12-15 / 15-8 / 15-10
- Trevor Darlington /  Kate Amanda Gregory –  Fernando de la Torre /  María de la Paz Luna Félix: 15-8 / 15-6

### Qualifikation 2. Runde
- Morten Knudsen /  Maiken Mørk –  Richard Outterside /  Adele Abbott: 15-9 / 10-15 / 18-14
- Keith Davis /  Debbie Buddle –  Christian Jakobsen /  Rikke Broen: 15-8 / 4-15 / 15-12
- Peter Busch Jensen /  Trine Johansson –  Mark Methven /  Sarah Ward: 15-7 / 15-10
- David Constantine /  Joanne Hall –  Peter Knudsen /  Karin Steffensen: 15-9 / 15-6
- Jens Eriksen /  Mette Bjersing –  Jesper Holm Hansen /  Pia Zelander: 15-7 / 15-7
- Paul Holden /  Suzanne Louis-Lane –  Fumihiko Machida /  Kyoko Sasage: 15-6 / 15-11
- Michael Søgaard /  Helle Andersen –  Jesper Poulsen /  Anne Søndergaard: 15-6 / 18-16
- Anders Nielsen /  Tanja Berg –  Trevor Darlington /  Kate Amanda Gregory: 7-15 / 15-10 / 15-12
- Morten Knudsen /  Maiken Mørk –  Keith Davis /  Debbie Buddle: 17-14 / 15-9
- David Constantine /  Joanne Hall –  Peter Busch Jensen /  Trine Johansson: 15-10 / 15-6
- Jens Eriksen /  Mette Bjersing –  Paul Holden /  Suzanne Louis-Lane: 15-10 / 15-7
- Anders Nielsen /  Tanja Berg –  Michael Søgaard /  Helle Andersen: 15-10 / 15-10

### 1. Runde
- Park Joo-bong /  Chung Myung-hee –  Peter Buch /  Charlotte Bornemann: 15-5 / 15-1
- Jens Eriksen /  Mette Bjersing –  Mark Elliott /  Fiona Elliott: 15-9 / 10-15 / 15-12
- Jesper Knudsen /  Nettie Nielsen –  Koji Miya /  Tomomi Matsuo: 15-6 / 15-1
- Nick Ponting /  Cheryl Johnson –  Mike Bitten /  Doris Piché: 12-15 / 15-7 / 15-4
- Michael Kjeldsen /  Dorte Kjær –  Jan-Eric Antonsson /  Maria Bengtsson: 18-14 / 15-10
- Andrew Fairhurst /  Sara Sankey –  Sergey Sevryukov /  Irina Serova: 10-15 / 15-12 / 17-15
- Alex Meijer /  Erica van den Heuvel –  David Constantine /  Joanne Hall: 15-4 / 15-6
- Mark Christiansen /  Gitte Paulsen –  Miles Johnson /  Karen Chapman: 15-1 / 15-6
- Dave Wright /  Joanne Muggeridge –  Morten Knudsen /  Maiken Mørk: 15-7 / 0-15 / 15-9
- Kim Moon-soo /  Chung So-young –  Steen Fladberg /  Anne Mette Bille: 8-15 / 15-11 / 15-10
- Jon Holst-Christensen /  Grete Mogensen –  Richard Harmsworth /  Tracy Hutchinson: 15-11 / 15-5
- Jan Paulsen /  Gillian Gowers –  Anders Nielsen /  Tanja Berg: 15-6 / 15-4
- Henrik Svarrer /  Marlene Thomsen –  Natalie Roope /  Mervin Gibbs: 15-3 / 15-8
- Andy Salvidge /  Julie Munday –  Jens Olsson /  Margit Borg: 15-11 / 18-15
- Max Gandrup /  Gillian Clark –  Pierre Pelupessy /  Monique Hoogland: 15-4 / 18-15
- Thomas Lund /  Pernille Dupont –  Michael Brown /  Jillian Wallwork: 15-12 / 15-10

### Achtelfinale
- Park Joo-bong /  Chung Myung-hee –  Jens Eriksen /  Mette Bjersing: 15-8 / 15-4
- Jesper Knudsen /  Nettie Nielsen –  Nick Ponting /  Cheryl Johnson: 15-17 / 18-14 / 15-12
- Michael Kjeldsen /  Dorte Kjær –  Andrew Fairhurst /  Sara Sankey: 15-4 / 15-0
- Alex Meijer /  Erica van den Heuvel –  Mark Christiansen /  Gitte Paulsen: 15-4 / 15-11
- Kim Moon-soo /  Chung So-young –  Dave Wright /  Joanne Muggeridge: 15-11 / 15-7
- Jon Holst-Christensen /  Grete Mogensen –  Jan Paulsen /  Gillian Gowers: 15-18 / 18-13 / 15-8
- Henrik Svarrer /  Marlene Thomsen –  Andy Salvidge /  Julie Munday: 15-5 / 15-12
- Thomas Lund /  Pernille Dupont –  Max Gandrup /  Gillian Clark: 15-8 / 15-2

### Viertelfinale
- Park Joo-bong /  Chung Myung-hee –  Jesper Knudsen /  Nettie Nielsen: 15-13 / 15-11
- Michael Kjeldsen /  Dorte Kjær –  Alex Meijer /  Erica van den Heuvel: 15-12 / 15-6
- Jon Holst-Christensen /  Grete Mogensen –  Kim Moon-soo /  Chung So-young: 15-7 / 11-15 / 15-7
- Thomas Lund /  Pernille Dupont –  Henrik Svarrer /  Marlene Thomsen: 15-8 / 15-2

### Halbfinale
- Park Joo-bong /  Chung Myung-hee –  Michael Kjeldsen /  Dorte Kjær: 15-2 / 7-15 / 15-9
- Jon Holst-Christensen /  Grete Mogensen –  Thomas Lund /  Pernille Dupont: 18-14 / 15-2

### Finale
- Park Joo-bong /  Chung Myung-hee –  Jon Holst-Christensen /  Grete Mogensen: 15-6 / 15-3